# XII Puchar Gordona Bennetta (balonowy)
XII Puchar Gordona Bennetta – zawody balonów wolnych o Puchar Gordona Bennetta zorganizowane 23 września 1923 roku w Brukseli.

## Historia

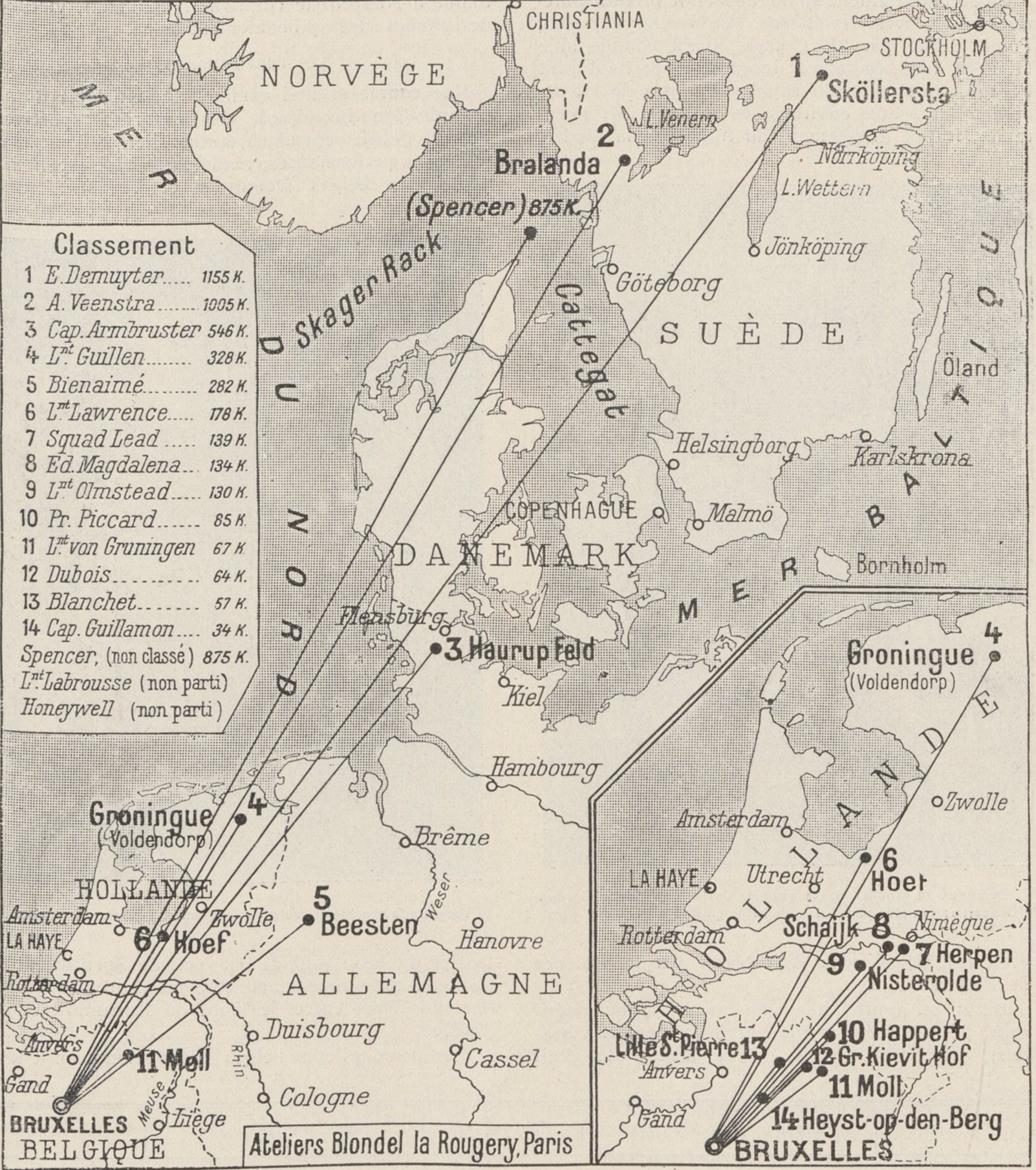
Miejsca lądowania balonów.

Lista zgłoszeń do zawodów została zamknięta 23 maja. Zostały zgłoszone 19 balonów. Po trzy z: Belgii, Francji, Wielkiej Brytanii, Hiszpanii i Włoch. Został również zgłoszony jeden balon z Polski, ale z powodu zarządzeń Departamentu Żeglugi Powietrznej Ministerstwa Spraw Wojskowych zespół z Polski na zawody nie pojechał. Wśród startujących załóg zabrakło również Włochów.

## Uczestnicy
| Zajęte miejsce | Balon              | Pojemność | Załoga pilot pomocnik pilota                | Kraj              | Czas lotu [h]   | Odległość [w km] | Państwo Miejsce lądowania                            |
| -------------- | ------------------ | --------- | ------------------------------------------- | ----------------- | --------------- | ---------------- | ---------------------------------------------------- |
| 1.             | Belgica            |           | Ernest Demuyter Leon Coeckelbergh           | Belgia            | 21:00           | 1155,00          | Szwecja Sköllersta                                   |
| 2.             | Prince Leopold     |           | Alexander Veenstra Phillippe Quersin        | Belgia            |                 | 1005,00          | Szwecja Mellerud                                     |
| 3.             | Helvetia II        |           | kpt. Paul Armbruster dr Otto Bachmann       | Szwajcaria        | 10:05           | 546,00           | Niemcy Harup Field (Flensburg)                       |
| 4.             | Hesperia           |           | Julio Guillen Tato Manuel de la Sierra      | Hiszpania         |                 | 328,00           | Holandia Voldendrop                                  |
| 5.             | La Picarde         |           | Maurice Bienaimé Georges Ravaine            | Francja           |                 | 282,00           | (Gronigue)                                           |
| 6.             | US Navy            |           | John B.Lavrance Francis W. Reicheldorfer    | Stany Zjednoczone |                 | 178,00           | Niemcy Beesten                                       |
| 7.             | Banshee III        |           | John Dunville R. L. Dunville                | Wielka Brytania   |                 | 139,00           | Hoef                                                 |
| 8.             | Fernandez Duro     |           | Eduardo Magdalena Baselga                   | Hiszpania         |                 | 134,00           | Holandia Woldendorp                                  |
| 9.             | U S Army S-16      |           | Robert S. Olmstead John W. Shoptaw          | Stany Zjednoczone |                 | 130,00           | Moerdyck obaj zawodnicy zginęli                      |
| 10.            | Zurich             |           | Auguste Piccard A. Stahel                   | Szwajcaria        | 1:35            | 85,00            | Holandia Harsel                                      |
| 11.            | Geneve             |           | Christian von Grünigen Ferdinand Wehren     | Szwajcaria        | 1:10            | 67,00            | Belgia Moll (piloci zginęli)                         |
| 12.            | Savoie             |           | Jules Dubois Henri Debray                   | Francja           |                 | 64,00            | Belgia Rethy                                         |
| 13.            | Fernande II        |           | Georges M. Blanchet Jacqmotte               | Francja           |                 | 57,00            | Belgia Lille-Saint-Pierre                            |
| 14.            | Polar              |           | Félix Gómez-Guillamón Pedro Peñaranda Barea | Hiszpania         |                 | 34,00            | Heyst-op-den-Berg Barca zginął po uderzeniu piorunem |
| -              | Margaret           |           | Capt. Persival Spencer John Berry           | Wielka Brytania   |                 | 875,00           | zdyskwalifikowany po wylądowaniu w Morzu Północnym   |
| -              | Ville de Bruxelles |           | Capt. Mathieu Labrousse                     | Belgia            | nie wystartował | nie wystartował  | nie wystartował                                      |
| -              | Saint Louis        |           | Harry E. Honeywell Capt. Cullough           | Stany Zjednoczone | nie wystartował | nie wystartował  | nie wystartował                                      |

## Przebieg zawodów

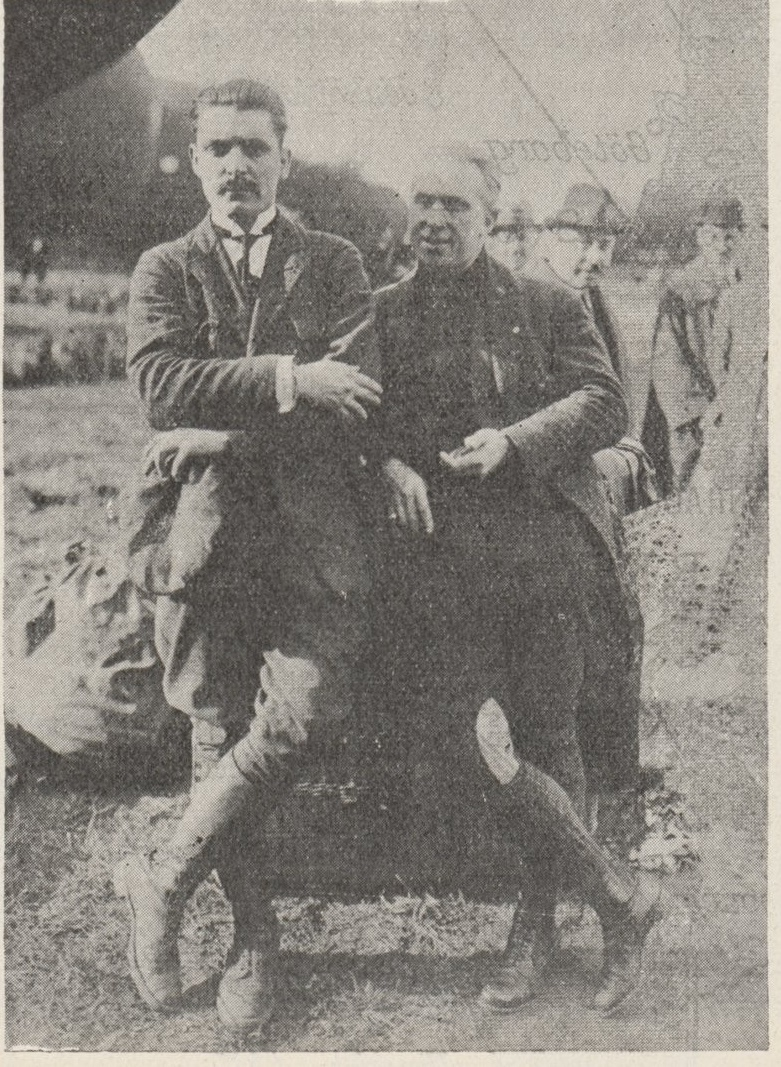
Zwycięzcy.

Konkurs rozpoczął się po godzinie 16-tej. Jako pierwszy wystartował francuski balon La Picarde, po nim Fernandez Duro, po nim wystartował amerykański balon US Army pilotowany przez porucznika Olmsteada. Podczas startu zaczepił on gondolą o siatkę belgijskiego balonu Labrousse'a, rozdzierając ją i uniemożliwiając start. Przy głośnym dopingu widzów wystartował jako kolejny belgijski balon Belgica z Ernestem Demuyterem. Po nim wystartowała szwajcarska Helvetia, po niej angielski Banshee, następnie Le Savoie z Julesem Dubois. Przed piątą wystartował hiszpański Polar z Gomezem Guillamonem, a za nim amerykański US Navy. Minutę po siedemnastej wystartował balon Margaret, po niej francuski balon Fernande, po nim Esphera. Po starcie trzeciego z hiszpańskich balonów zaczął padać deszcz. Jako ostatnie wytarowały dwa balony: Prince Leopold i Zurich. 
Trzeci z amerykańskich balonów Saint Louis nie wystartował, bo stara, piętnastoletnia powłoka nie wytrzymała siły wiatru i rozerwała się. Balon Margaret został zdyskwalifikowany po wylądowaniu w morzu. 

### Wypadki
Podczas wyścigu w 3 balony podczas burzy zostały trafione przez pioruny, a 5 zawodników zginęło. Pół godziny po starcie piorun uderzył w hiszpański balon Polar. Po zrzuceniu części balastu balon wzniósł się na wysokość 1200 metrów i wtedy piorun uderzył Penaranda y Barca w głowę. Pilot Guillamon Gomez pociągnął za sznur wypuszczając gaz. Balon wylądował, ale Gomez podczas lądowania został ranny. Ze złamanymi nogami trafił do szpitala. Jego towarzysz zginął. Godzinę po starcie wypadek miał szwajcarski balon Geneve. Piorun trafił go gdy zawodnicy zrzucili balast i wznieśli się na wysokość 2 500 metrów. Pilot Ch.von Grüningen zginął od uderzenia pioruna, a jego towarzysz F. Wehren podczas upadku balonu.
Amerykański balon U.S. Army S-16 został trafiony piorunem na wysokości 600 metrów. Obaj zawodnicy zginęli.